# 加尔戈达
加尔戈达（Gharghoda），是印度恰蒂斯加尔邦赖格尔县的一个城镇。总人口8103（2001年）。

## 人口
该地2001年总人口8103人，其中男性4092人，女性4011人；0—6岁人口1134人，其中男587人，女547人；识字率64.89%，其中男性为75.86%，女性为53.70%。